# Thomas Kjelbotn
Thomas André Kjelbotn (* 26. Juni 1986 in Harstad) ist ein norwegischer Nordischer Kombinierer.

## Werdegang
Sportkarriere
Kjelbotn gab sein internationales Debüt bei FIS-Junioren-Wettbewerben 2003. Kurz darauf startete er im B-Weltcup der Nordischen Kombination. Bei der Junioren-Weltmeisterschaft 2005 im finnischen Rovaniemi erreichte Kjelbotn mit der Mannschaft im Teamwettbewerb den fünften Platz. Im Sprint kam er auf den 32. Platz. Ein Jahr später bei der Junioren-Weltmeisterschaft 2006 in Kranj gewann er mit dem Team die Bronzemedaille. Im Sprint gelang ihm ein 13. Platz, im Gundersen ein 16. Platz. Nachdem er im B-Weltcup konstant gute Leistungen erreicht hatte, gab Kjelbotn am 6. Dezember 2008 in Trondheim sein Debüt im Weltcup der Nordischen Kombination. Bereits im zweiten Weltcup gelang ihm mit Platz 26 der Gewinn von Weltcup-Punkten. Mit den gewonnenen Punkten belegte er am Ende der Saison 2008/09 punktgleich mit dem Italiener Armin Bauer den 72. Platz in der Weltcup-Gesamtwertung. Trotz dieses Punktegewinns startet er seitdem hauptsächlich weiter im Continental Cup und wird nur selten zu Weltcup-Wettbewerben eingeladen, bei denen er dann jedoch ohne Erfolge blieb. In der Saison 2012/13 zeigte sich Kjelbotn, dessen Stärken im Spezialsprunglauf zu finden sind, formverbessert, bevor ihn ein Kreuzbandriss zum vorzeitigen Saisonende zwang. Seine beste Weltcup-Saison hatte er im Winter 2013/14, als er den dreißigsten Platz in der Gesamtwertung erreichte.
Im April 2017 gab Kjelbotn sein Karriereende bekannt.
Trainerkarriere
Kjelbotn ist seit der Saison 2019/20 teilzeitbeschäftigt beim Norwegischen Skiverband als Cheftrainer des neu gegründeten weiblichen Nationalkaders in der Nordischen Kombination. Darüber hinaus ist er Trainer beim Granåsen Ski Team in Trondheim.

## Statistik

### Weltcup-Gesamtplatzierungen
| Saison  | Platz | Punkte |
| ------- | ----- | ------ |
| 2008/09 | 70.   | 005    |
| 2011/12 | 39.   | 055    |
| 2012/13 | 38.   | 050    |
| 2013/14 | 30.   | 115    |
| 2014/15 | 42.   | 050    |
| 2016/17 | 60.   | 010    |

### Grand-Prix-Platzierungen
| Saison | Platz | Punkte |
| ------ | ----- | ------ |
| 2011   | 30.   | 023    |
| 2012   | 64.   | 002    |
| 2014   | 34.   | 013    |